# Fallout (videójáték)
A Fallout egy nyílt világú számítógépes szerepjáték, melyet az Interplay fejlesztett és adott ki 1997-ben. A hangulata posztapokaliptikus (a harmadik világháború után járunk) és retro-futurisztikus (egy alternatív jövőben játszódik, ahol az ötvenes évek világa fejlődött tovább). Főhőse egy amerikai óvóhely átlagos lakója, aki azt a feladatot kapja, hogy mentse meg a kolónia életét, és szerezzen valahonnét egy új víztisztító chipet.
A játékot sokan a Commodore-korszakban megjelent Wasteland folytatásának tekintették, azonban mivel a névjogok az Electronic Arts tulajdonában maradtak, ezért kisebb átfedésektől eltekintve teljesen más univerzumban játszódik a kettő. Eredetileg a Steve Jackson Games által kifejlesztett GURPS-karakterfejlesztő rendszerre épült, de a végleges verzióban a saját fejlesztésű SPECIAL-rendszer lett a játék alapja. A Fallout hatalmas siker lett a játékosok körében, ezért később több folytatása is készült.
Magyarországon a PC Guru teljes játékként jelentette meg 1999 októberében, és még egyszer, 2009 májusában. A játékhoz nemhivatalos, mindenre kiterjedő magyarítás készült.

## Játékmenet
A játék során karakterünkkel különféle területekre kell ellátogatnunk, és az ott található karakterekkel illetve ellenfelekkel kerülhetünk interakcióba. Bizonyos karakterek küldetéseket adhatnak nekünk, amelyek megoldása dilemma elé állíthat minket, és ezek befolyásolják a karmánkat és tapasztalati pontot is adhatnak. A Fallout úttörő volt abból a szempontból, hogy egy-egy küldetésnek nemcsak egyféle megoldása volt lehetséges, hanem saját választásunktól függött, hogy alternatív megoldást keresünk-e. Ezek a döntéseink esetenként a végjátékot is befolyásolhatják. A harcok során a játék körökre osztott üzemmódba vált, melynek során az egyes akciók végrehajtásához akciópontokra van szükség. A játékos által egy körben felhasználható akciópontok mennyisége és a cselekvések költsége mindig az adott karakter függvénye. Ezen képzettség később is fejleszthető, mivel az egyes képzettségek használatáért és a küldetések megoldásáért tapasztalati pontokat kap a játékos, mely segítségével legfeljebb 21. szintű lehet. Kalandozásaink során nem-játékos karakterek (NPC-k) is velünk tarthatnak. Ezek száma nincs limitálva, ám a velük való interakció meglehetősen korlátozott. Ők az alábbiak: Ian, az egykori karavánőr; Tycho, a sivatagi ranger, Dogmeat, a kutya; és Katja, a guberáló.
Karakterünk képességeinek alapját az ún. S.P.E.C.I.A.L.-rendszer szabja meg. A rövidítés az egyes alapképességeket jelölik, ezek: az erő (Strenght), az érzékelés (Perception), az állóképesség (Endurance), a karizma (Charisma), az intelligencia (Intelligence), az ügyesség (Agility), és a szerencse (Luck). Ezek a karaktergeneráláskor állíthatóak be 1-10 közötti értékben, 5 bónuszpont felhasználásával, de játék közben is lehetőség van a változtatásra. Különféle tárgyak pozitív, illetve negatív irányban is befolyásolhatják ezeket. Másodlagosak ehhez képest a képzettségek (skills), melyekből 18 van, s melyek 0 és 200% között változhatnak. Szintlépéskor a játékos kapott pontokkal fejlesztheti ezeket, illetve hármat pedig kétszer olyan gyorsan fejleszthet, mint speciális képzettséget. A pontokon túl tréningezéssel, az adott képzettség rendszeres használatával, illetve különféle könyvek olvasásával is fejlődhetünk. Harmadlagosan különlegességek (traits) is befolyásolják karakterünket, amiből kettőt választhatunk induláskor, s amelyek egy előnyt, illetve egy hátrányt tartalmaznak. Ezeket később már nem tudjuk megváltoztatni, csak speciális módon. A negyedik rendszer a perk-rendszer. Minden harmadik (vagy negyedik) szintlépéskor választhatunk egyet, amelyek különleges, normál szintlépéssel nem vagy nagyon nehezen elérhető bónuszokat adnak azonnal.
A játék része még a karma-rendszer. Jótettekért pozitív, gonoszságokért pedig negatív pontokat ad a játék, ami befolyásolja a megítélésünket (akár negatív perket is adhat).

## Történet
|  | Alább a cselekmény részletei következnek! |

A Fallout egyik fejlesztője, Chris Avellone készítette el a játékban megtalálható utalások és a játékosok által feltett kérdések alapján a Fallout Bibliát, mely tartalmaz egy idővonalat, amely a teljes univerzum történéseit tartalmazza.
A háttérsztori szerint a második világháború után, még az Apollo-program fejlesztése közben a történelem más irányt vett. Egyfajta retro-futurisztikus környezetben éltek az emberek, melyben a technológia szuperfejlett, viszont teljesen olyan, mintha az 1950-es évek technikája, divatja, dizájnja stb. fejlődött volna tovább. A XXI. század közepén a kőolaj kiapadásával elindult a Nyersanyagháború. Ezért és az urán birtoklásáért küzd néhány hatalom, miközben az USA-ban titokzatos járvány dúl, Kanadát annektálják, Kína pedig világuralomra tör. 2076-ra az Egyesült Államok (mely ebben az idővonalban 13 terület szövetsége, az 50 állam helyett) megszállja Kanadát és visszafoglalja Alaszkát a kínaiaktól. Ezen események egyenes következménye lett, hogy a Nyersanyagháború 2077-ben átalakult a Nagy Háborúvá. Október 23-án, nem egészen két óra alatt zajlott le az egész, de a Föld lakosságának nagy része elpusztult, és az egész bolygó sivatagos pusztasággá vált.
A játékos által irányított karakter a leszármazottja azoknak az embereknek, akik a háború kezdetén a Menedékeknek nevezett, az USA kormánya által épített óvóhelyekbe költöztek. A főhőst a külvilágban csak Menedéklakó néven ismerték. A tényleges események 2161-ben indulnak, Dél-Kalifornia területén, a 13-as Menedékben. Az óvóhely vízellátásáért felelős víztisztító chip meghibásodik, és nincs se tartalék chip, se más módszer a kiváltására. A 13-as Menedék Felvigyázója minket bíz meg a feladattal, hogy bármi áron, de kerítsünk valahonnan egy újat, méghozzá 150 napon belül. Majd nekünk adja a PipBoy 2000 névre hallgató hordozható kéziszámítógépet, melyben szerepel Kalifornia térképe, és az első lehetséges célpont, a közeli 15-ös Menedék.
A 15-ös Menedék már régóta romosan és elhagyatottan áll, lakói a közelben Shady Sands néven alapítottak települést. A játékosnak kell őket megvédenie a mutáns radskorpióktól, illetve a Khans nevű rablóbanda támadásaitól. Ezután Junktownba (Roncsváros) viszi az útja, ahol a polgármester, Killian Darkwater kérésére kell a korrupt kaszinótulajdonos, Gizmo üzelmeit felszámolnunk (avagy ha Gizmo oldalára állunk, megszerezni a város irányítását). Továbbmenve a Hub néven ismert kereskedővárosban lehetőséget kapunk arra, hogy kereskedőknek megadva a Menedék elérhetőségét további 100 napra elegendő vizet szerezzünk. A városban szerzett információk alapján a 12-es Menedék felé vezet az utunk, amely felett Necropolis városát a sugárzás hatására eltorzult emberek, a ghoulok lakják. Illetve már ők sem, mert a várost tagbaszakadt, zöld bőrű, bivalyerős emberek, a szupermutánsok uralják.Őket kijátszva a város alatti Menedékből sikerülhet megszerezni a víztisztító chipet.
Hiába térünk haza, a Felvigyázó az általunk tapasztaltakat aggasztónak találja. A szupermutánsok megjelenése nem magyarázható a természetes sugárzással, így arra jut, hogy őket valami (vagy valaki) gyártja. Így aztán vissza kell térnünk a pusztaságba, megtalálni a mutáns sereg központját, és végezni a fenyegetéssel. Küldetésünk során találkozunk az Acél Testvérisége nevű technokrata szervezettel, mely a háború előtti technika megőrzésére hivatott elitista csoport. Egy kockázatos küldetés teljesítése fejében befogadnak minket maguk közé. A tőlük szerzett információ segítségével megtudjuk, hogy a szupermutánsok a Fejlett Evolúciós Vírus (F.E.V.) hatására jöttek létre, melyet a Nagy Háború előtt fejlesztettek ki. Mellékhatásként minden szupermutáns steril és elég ostoba, noha biológiai értelemben halhatatlan. Utunk ezután Los Angeles romjai közé, a Csonttelepre (Boneyard) vezet, ahol a Katedrális Gyermekei nevű apokaliptikus szektába botlunk. Noha szándékaik jónak tűnnek, a szekta valójában csak egy fedőszervezete a Mesternek, egy valaha Richard Grey néven ismert mutánsnak, akinek feltett szándéka minden embert szupermutánssá alakítva az emberiséget az evolúció következő lépcsőfokára juttatni. A Menedékekben élő emberek az elsődleges célpontjai, mert őket nem érte sem sugárzás, sem a mutáns F.E.V. vírus légkörbe került változatának behatása, így tökéletes szupermutánsokká alakíthatóak. Katedrálisuk alatt, egy prototípus Menedékben tanyázik a Mester, ahol végeznünk kell vele, illetve északra utazva egy szupertitkos katonai bázist felrobbantva a mutánsok gyártósorát is meg kell semmisítenünk.
A játék befejezése mindenképpen negatív, hiszen a Felvigyázó, bár hálás azért, amit tettünk, de fél attól, hogy rossz hatással lesznek tetteink a bent élőkre, akik el akarják hagyni majd a Menedéket, és ez a közösség pusztulásához vezetne. Ezért nem tehet mást, száműzi karakterünket.
Másféle negatív befejezések is vannak:
- ha elfogy a tartalék vízkészlet
- a játék 1.0-s verziójában ha 500 nap eltelt a játék kezdete óta, a mutáns seregek rátalálnak a Menedékre és lerohanják (karaván-segítség esetén 400 nap). Az 1.1 patch óta ez a határidő 13 év.
- ha a játékos elfogadja a Mester ajánlatát és maga is szupermutánssá válik

|  | Itt a vége a cselekmény részletezésének! |

## Fejlesztése
A Fallout készítése már 1994-ben megkezdődött. Eredetileg az Interplay nem szentelt túl nagy figyelmet neki, és nagyjából fél évig Tim Cain volt az egyedüli fejlesztő. Ő volt az, aki végül megkérte a céget, hogy biztosítson számára plusz munkaerőt olyanokból, akik éppen nem dolgoznak semmin. Így alakult ki egy csapat, amelyben Cain-en kívül Christopher Taylor tervező és Leonard Boyarsky művészeti vezető is fontos szerepet kapott. 1995-ben már 15-en dolgoztak rajta. Egy évvel később Feargus Urquhart producer még egy tucat embert szerzett az Interplaytől. A fejlesztés jó hangulatban, de kaotikusan zajlott.
A munkacímet (Vault-13: A GURPS Post-Nuclear Role-Playing Game) hamar elvetették. Az "Armageddon" címet azért nem használták, mert az Interplay ugyanezen a címen fejlesztett egy másik, később ki nem adott játékot. Brian Fargo, az Interplay vezetője javasolta, hogy legyen a cím Fallout. A fejlesztés 1997. október 1-jén fejeződött be, közel három és fél év, valamint 3 millió dollár ráköltése után.
A Fallout eredetileg játékmotornak indult, amit Cain a szabadidejében készített, egy Generic Universal RolePlaying System (GURPS) alapú játékhoz. Mikor Cain meggyőzte Fargót a projekt életképességéről, az Interplay nyomban meg is szerezte a GURPS licenszét. A Fallout prototípusa 1994 végére el is készült.
Ugyan voltak tervek az első személyű nézetű ábrázolásra, vagy a 3D-s grafikai motorra, azonban ezeket elvetették, mert nem tudták volna a grafikát olyan részletességgel megcsinálni, hogy az jól is mutasson. Helyette egy különleges, ferde vetítést alkalmazó izometrikus nézetet használtak, ezzel megteremtve a térhatás illúzióját. A koncepció szerint a Fallout egy nyílt világú, nemlineáris játéknak készült, azzal, hogy az egyensúly érdekében bár nem kötelező megcsinálni a mellékküldetéseket, azonban ezek hiányában a karakter túl kevés tapasztalattal rendelkezik, és végül elbukik a főküldetés során. De hogy a legfontosabb feladat is szem előtt maradjon, Taylor javaslatára bekerült a 150 napos limit a víztisztító chip megszerzésére.
Alig egy évi fejlesztés után mégis majdnem kútba esett az egész projekt, miután az Interplay megszerezte a Dungeons & Dragons franchise jogait, jelesül a "Forgotten Realms" és a "Planescape" világát, és az ezekben játszódó szerepjátékok kiadását tervezte. Cain győzte meg a vezetőséget, hogy hagyják befejezni a munkájukat. A vége felé még egy kihívás érte őket: 1997 elején megjelent a Diablo, és a hatalmas sikerét látva nyomás érkezett a kiadó részéről, hogy legyen a Fallout is többjátékos, valós idejű szerepjáték, azonban Cain sikeresen ellenállt. Márciusban aztán a Steve Jackson Games, a GURPS licensz tulajdonosa, visszavonta a felhasználási engedélyt, kreatív nézeteltérésekre hivatkozva (kifejezetten az erőszakot és a vért kifogásolva). Ezért aztán Cain és Taylor rohamtempóban, mindössze egyetlen hét leforgása alatt kellett, hogy kitalálja a helyettesítő szerepjáték-rendszert – ez lett végül a S.P.E.C.I.A.L., amit eredetileg ACELIPS-nek nevezett Cain, míg rá nem jött, hogy lehet sokkal értelmesebben is betűzni.
Mivel az Electronic Arts nem adta el a licenszjogokat, ezért a játék semmilyen módon nem kötődhetett a korábbi Interplay-klasszikus Wasteland-hez, noha a hatása egyértelműen felfedezhető. A Fallout jellegzetes, az 1950-es évek Amerikájára jellemző dizájnt kapott. A karaktereket sprite-ok formájában jelenítették meg, ami az akkori memóriamennyiséghez képest rengeteget emésztett fel. 21 különböző karakter kapott szinkronhangot, Ron Perlmant pedig sikerült leszerződtetni a cselekmény narrátorául. A szinkronhangot kapott karakterek úgynevezett "beszélő fejet" is kaptak, azaz az alapvetően szöveges interakciós felületen egy animált fej útján kommunikáltak, amely az illető hangulatától függően arckifejezéseket is tudott mutatni. Ezeket a fejeket először agyagból formázták meg, és a fejlesztők ezt alapulvéve készítették el a digitális változatot. Viszonylag későn került be a játékba a magunkkal vihető segítőtársak koncepciója, ami éppen ezért eléggé kiforratlan és kezdetleges volt. Fontos volt még, hogy a játék morális szürkezónában játszódjon, azaz ne legyenek egyértelműen jó vagy rossz döntések, mindennek legyen színe és fonákja. A játék mindenképp negatív befejezéssel zárul; Cain szerette volna, ha van egy olyan is, ahol a Menedékbe visszatérő főszereplőt hősként ünneplik, de ezt elvetették.

## Megjelenése
Boyarsky és a vezető tervező Jason D. Anderson készítették el a játék reklámplakátjainak terveit. Nem készült hozzá videós előzetes, csak 1997. április 26-án jelent meg egy demó, amelyben egy, a végleges játékban nem szereplő településen járhatunk-kelhetünk. A játék egy uzsonnásdoboz alakú tokba lett csomagolva, a kézikönyv pedig mind küllemében, mind stílusában egy túlélési útmutatóra hasonlított. Hivatalosan október 10-én jelent meg, az 1.1-es patch pedig, ami a legszembetűnőbb hibákat javította és eltörölte az 500 napos játéklimitet, már novemberben kijött.
Mivel a játékban elméletileg lehetőség van gyerekeket is ölni, ezért Európában sokáig nem jelenhetett meg. Csak az 1.2-es patch kiadásával vették ki őket a programból, és ekkor jelenhetett meg ez a speciális változat.
A sikerre való tekintettel hamar licenszelhető termékké vált (bundled software), így került Magyarországon is a PC Guru nevű játéklap mellékletére már 1999-ben. 2002-ben elkészült a Mac OS X port, 2009-ben pedig "Fallout Trilogy" címen a Fallout 2-vel és a Fallout Tactics-szel egybecsomagolt kiadásban is megjelent a boltok polcain. 2015-ben Fallout Anthology címen megjelent egy, a Fallout 3-at és a Fallout: New Vegas-t is tartalmazó csomagban, 2019-ben pedig a már a Fallout 4-et is tartalmazó Fallout Legacy csomagban.
A játék jelenlegi jogtulajdonosa a Bethesda Softworks, amely az újabb kiadásokat már a modern számítógépekkel való kompatibilitásra is felkészítette, és azok 16:9-es, állítható felbontáson is futnak (a játék eredetileg 640x480-as felbontáson futott, és nem lehetett rajta állítani).

## Kritikák
A játékot rendkívül jól fogadta a sajtó, az akkori időszak egyik legjobb szerepjátékának tartották. Sok dicséret érte a karaktergenerálást, a posztapokaliptikus környezetet és a történetet. Visszafogottan pozitív kritikái voltak a körökre osztott harcrendszernek, és inkább negatívan illették a csapattársak kezelhetőségét.
A Fallout jól fogyott, habár közel sem annyira, mint a stílus akkoriban népszerű játékai, a Diablo és a Baldur's Gate. Ennek ellenére hamar kult-státuszba került, és elég népszerű lett ahhoz, hogy a folytatás lehetősége felmerülhessen. 1997 decemberéig százezer példányt adtak el belőle, Brian Fargo egy 2017-es interjúban azt mondta, hogy kb. 600 ezer példányt adhattak el belőle összesen.

## Díjak
A Fallout 2001-ben minden idők negyedik legjobb játéka lett a PC Gamer újság szavazásán. Az IGN Top 100-as listáján 55. lett, a GameSpot pedig a hónap játékává választotta. Hazánkban is nagy sikere volt, számtalan Hónap Játéka-címet szerzett.

## Hatások
Mivel a játék miliőjét átlengi az 1950-es évek hidegháborús paranoiája, így egyfajta retro-futurisztikus külsőségeket kapott benne minden. Például a számítógépek vákuumcsővel működnek, nem pedig tranzisztorral, és az energiafegyverek is úgy néznek ki, mint ahogyan azokat az ötvenes évek kalandregényeiben és tévéjátékaiban elképzelték. A játék közismert jellegzetessége lett a Vault Boy nevű rajzolt kabalafigura, aki a menedékek lakóira jellemző sárga csíkos kék kezeslábast viseli. Az indítóképernyők a korabeli reklámokra hasonlítanak, a karaktergenerálás során pedig a Monopolyra emlékeztető grafikákat láthatunk. A játék híres továbbá az elrejtett easter egg-ekről, melyek rendszerint egy-egy filmes utalást tartalmaznak. Mivel a játék a Wasteland szellemi örökösének készült, ezért található erre is utalás: társunkká szegődhet Tycho, a ranger, aki elmeséli nekünk, hogy az ő nagyapja, Fat Freddy is ranger volt annak idején, aki az említett játékban a Sivatagi Rangerek vezetője volt.

## Kiegészítések
A játékhoz hivatalos kiegészítő nem jelent meg, azonban a rajongói közösség a mai napig készít hozzá bővítéseket és javításokat. A legnagyobb ilyen ezek közül a "Fallout 1in2", mely a Fallout 2 újításait is teljes egészében a játék részévé teszi, nagymértékben javítva a játékélményt.
Számos rajongói kiegészítés is készült a programhoz, melyek egy-egy önálló történetet mesélnek el, és magát az alapjátékot is továbbfejlesztették. A legismertebbek a "Fallout: Sonora", a "Fallout: Nevada" és a "Fallout 1.5 - Resurrection".

## Szinkronhangok
- Richard Dean Anderson (Killian)
- David Warner (Morpheus)
- Tony Shalhoub (Aradesh)
- Brad Garrett (Harry)
- Keith David  (Decker)
- Richard Moll (Cabot)
- Ron Perlman  (Narrátor, Butch Harris)
- Clancy Brown (Rhombus)
- CCH Pounder (Vree)
- Charlie Adler (Harold)
- Jeff Bennett (Loxley)
- Jim Cummings (Set / Gizmo / Mester)
- Tony Jay (szupermutáns hadnagy)
- Tress MacNeille (Jain)
- Kenneth Mars (Felvigyázó)
- Pam Segall (Nicole)